# Kathleen Atkinson
Kathleen Gill Atkinson (ur. 5 listopada 1875, zm. 30 kwietnia 1957 w Maplewood) – amerykańska tenisistka, zwyciężczyni mistrzostw USA w grze podwójnej.
W latach 1897–1898 wygrywała grę podwójną na mistrzostwach USA (późniejsze US Open), występując w parze ze starszą siostrą Juliette. Kathleen i Juliette Atkinson były pierwszymi siostrami, które stoczyły na tym turnieju także pojedynek singlowy – w półfinale w 1895 wygrała starsza z sióstr. Ponownie Juliette triumfowała w półfinale w 1897. Po obu półfinałowych zwycięstwach nad siostrą Juliette Atkinson wygrywała także cały turniej.